# Val Müstair (dal)
Val Müstair (Duits: Münstertal) is een bergdal in de Alpen.
Het dal ligt grotendeels in het Zwitserse kanton Graubünden en voor een klein deel in de Italiaanse regio Trentino-Zuid-Tirol. Het verbindt de Ofenpas (Reto-Romaans: Pass dal Fuorn) op een hoogte van 2149 meter met Val Venosta (Duits: Vinschgau) op een hoogte van 914 meter.
De Zwitsers-Italiaanse grens ligt tussen Müstair (1247 m) en Tubre/Taufers (1240 m).
De belangrijkste plaatsen in Zwitserland zijn Tschierv (1664 m), Fuldera (1640 m), Valchava (1412 m), Santa Maria Val Müstair (1375 m) en Müstair (1247 m). Tubre/Taufers (1240 m) ligt in Italië. Er zijn geen bewoonde zijdalen, maar vanuit Santa Maria Val Müstair gaan de Umbrailpas en de Passo dello Stelvio omhoog.
In Müstair ligt de benedictijner abdij Sankt Johann, die sinds 1983 op de Werelderfgoedlijst van UNESCO staat.